# Knud Kristensen

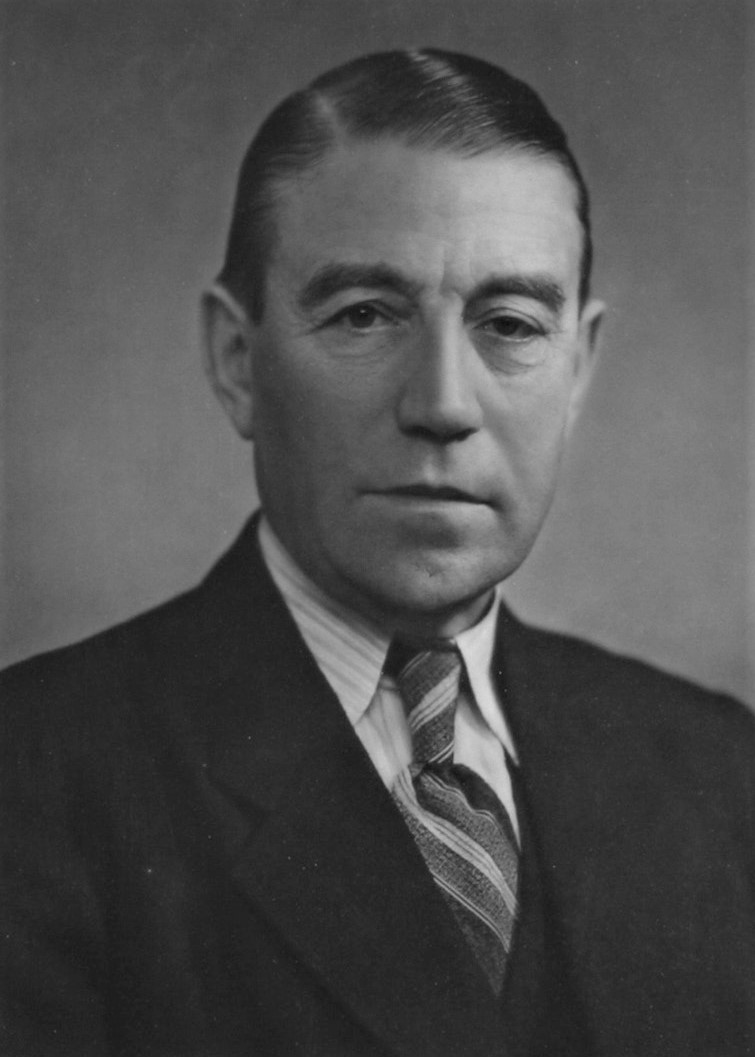
Knud Kristensen

Knud Kristensen (* 26. Oktober 1880 in Hover bei Ringkøbing; † 28. September 1962 in Humlebæk/Fredensborg Kommune) war ein dänischer Politiker der liberalen Venstre und von 1945 bis 1947 dänischer Ministerpräsident.

## Leben
Während der deutschen Besatzung Dänemarks war Kristensen vom 8. Juli 1940 bis 9. November 1942 dänischer Innenminister. Dieses Amt übte er auch nach der Befreiung vom 5. Mai 1945 bis 7. November 1945 aus. Danach stieg er zum Ministerpräsidenten auf. Dieses Amt übte er bis zum 13. November 1947 aus.
Kristensen setzte sich nach der deutschen Niederlage für die Eingliederung Südschleswigs in den dänischen Staatsverband ein. Der britische Militärgouverneur von Schleswig-Holstein Hugh Vivian Champion de Crespigny erteilte Kristensens Vorstellungen für Südschleswig eine klare Absage. Teile der dänischen Presse führten diesen Misserfolg zum Ärger Crespignies auf eine zu selbständige Politik der deutschen Verwaltung in Schleswig-Holstein zurück. Die Regierung Kristensen stürzte am 4. Oktober 1947 über einen mit der Südschleswig-Frage verbundenen Misstrauensantrag im Parlament. Nach weiteren politischen Differenzen, vor allem aus Protest gegen die Verfassungsreform von 1953, verließ er Venstre und gründete die Partei De Uafhængige, deren Vorsitzender er bis 1956 blieb.

## Auszeichnungen
- 1949: Komtur I. Klasse des Dannebrogordens[4]